# 256. pehotni polk (Italija)
256. pehotni polk Veneto je bil pehotni polk Kraljeve italijanske kopenske vojske.

## Zgodovina
Med prvo svetovno vojno je bil polk nastanjen na soški fronti. Leta 1943 je bil polk preimenovan v 82. pehotni polk.